# Scacco al re nero
Scacco al re nero (Sugar Hill) è un film del 1993 diretto da Leon Ichaso.

## Trama
Romello Skuggs, trafficante di stupefacenti, cerca di uscire definitivamente dal giro per rifarsi una vita insieme alla sua compagna. Tuttavia uscire dal mondo della droga non è semplice e Romello dovrà faticare molto, creandosi molti nemici